# Szent Mihály és Gábriel arkangyalok fatemplom (Gyerőfalva)

## Története és leírása
Gyerőfalva 18. századi, Szent Mihály arkangyal és Szent Gábriel arkangyal tiszteletére állított négy fiatornyos, fazsindellyel borított templomának építési éve ismeretlen. Festményeit 1809-ben készítette Dimitrie Ispas. Az épületet többször javították, utóbb 1900-ban. A négyszög alaprajzú csarnokhoz egyenes záródású szentély tartozik. A tornác 1850-ben készült.

## Külső hivatkozások
- Biserici de lemn din Romania